# قلعة سكر

الشارع الرئيسي في قلعة سكر

قلعة سكر هي مدينة عراقية ومركز قضاء في محافظة ذي قار تأسست عام 1863 ميلادية. تقع المدينة على ضفاف نهر الغراف الذي يتفرع من نهر دجلة عند مدينة الكوت الذي يمر بأراضي محافظة واسط ومحافظة ذي قار وينتهي عند الناصرية، ولقد سميت بهذا الاسم نسبة إلى اسم شخص يدعى سكر المشلب حيث أنه في بداية التأسيس بنى مبنى من الطين يشبه (القلعة)، وكان بانيها سكر المشلب فسميت بقلعة سكر، إلى أن اتسعت العمارة فيها وأصبحت مدينة ثم قضاء في العهد الملكي وبعد ذلك تحولت إلى ناحية في سنة 1928 إلى أن عادت لتكون قضاء في عام 2014م.
وعدد سكان المدينة اليوم يتجاوز المئة ألف نسمة، وهي من المدن التي فيها بعض الآثار السومرية مثل تل الكحلاء، وتل أبو عمود بالقرب من منطقة عكيل.
اما موقع قلعة سكر فهي تقع بمنطقة وسط بين أربع محافظات إذ تحدها من الشمال مدينة الكوت ومن الجنوب مدينة الناصرية ومن الشرق مدينة العمارة ومن الغرب مدينة الديوانية. وتبعد عن مدينة الناصرية بحوالي 100 كم وعن بغداد بمسافة 260 كم.
ومناخ منطقة قلعة سكر حار وجاف صيفًا ومعتدل نسبيًا شتاءًا، وهي منطقه زراعية ومدينة تنتشر فيها البساتين على ضفاف نهر الغراف، وتشتهر ببساتينها الكثيرة، وكانت القلعة مشهورة بزراعة فاكهة الرمان المميز ذو المذاق الحلو وقد غنى المطرب حسين نعمة باغنيته المشهورة (رمان القلعة)، وتشتهر أيضا بصناعة الجبن ، ومن اعلامها المشهورين السيد عزيز الحاج علي السياسي المخضرم والسيد عبد المجيد عباس الحيدري مندوب العراق لدى الأمم المتحدة ووزير المواصلات في العهد الملكي، وفيها كانت ولادة ونشأة الشاعر العراقي المعروف عريان السيد خلف وكذلك الفنان التشكيلي شاكر حسن آل سعيد الذي سكن فيها بطفولته، وفيها مسقط رأس الشاعرة ماجدة غضبان المشلب وعون حسين الخشلوك مؤسس قناة البغدادية الفضائية وغيرهم الكثير.
ولقد اشتهرت قلعة سكر باشجار الرمان وذكرها الشاعر الغنائي زامل سعيد فتاح وصدحت بها حنجرة المطرب المعروف(حسين نعمة) (حامض حلو ريان.... رمان يا قلعاوي)، وقلعة سكر تنتج مشتقات الحليب بكميات هائلة القيمر- الجبن -(الروبة)، واشتهر قيمر وجبن القلعة، ويتبضع أهالي محافظة ذي قار من إنتاجها بل تعتبر هدية كبيرة لأهالي بغداد.
وترتبط قلعة سكر بقضاء الحي منذ عهد الدولة العثمانية والتابع لولاية بغداد في ذلك الحين، وعند قيام الحكم الملكي العراقي تبعت القلعة إداريا لواء (المنتفك) المعروف باسم محافظة ذي قار حاليا. إلا أن الشيخ موحان الخير الله الشويلي رئيس عشيرة الشويلات وعضو البرلمان العراقي في العهد الملكي، واحد اقطاب حزب الدستور استطاع من خلال علاقاته الواسعة مع اركان النظام الملكي وخاصة نوري سعيد ان ينقل القضاء إلى مدينة (الكرادي) الرفاعي حاليا حيث بدل اسمها الحقيقي (الكرادي)، واطلق الاسم تثميناَ للسيد الصوفي أحمد الرفاعي، وكان ذلك في عهد وزارة عبد المحسن السعدون (1928) ولم تستطع الحكومات المتعاقبة ارجاء القضاء المسلوب وظلت الأمور على حالها إلى الآن.
يذكر أن السيد بيرسي كوكس قد كتب في مذكراته (وهو المندوب السامي البريطاني في الناصرية) ان مدينة قلعة سكر تقع على ربوة عالية وتحيط بها بساتين النخيل من جميع اتجاهاتها، وهواؤها عليل، ويتبع لها ناحية الكرادي (الرفاعي). وكذلك ورد ذكر قلعة سكر في مذكرات المؤرخ علي الوردي في الجزء الخامس في القسم الثاني، حيث انطلقت ثورة العشرين في حوض نهر الغراف يوم 14_7_1920 إذ ظهر التحفز بين الشباب واعترضوا موكب الحاكم البريطاني وامطروه بوابل من النيران (كمرار فورد) وطلب النجدة من بغداد واسقط الثوار إحدى الطائرات التي جاءت لإنقاذه وبعدها اندلع الثوار إلى قائممقامية القضاء وانزلوا العلم البريطاني وابدلوه بالعلم العراقي غير الرسمي، حيث ورد ذلك عن طريق إذاعة B.B.C البريطانية لعدة مرات من خلال البرنامج السياسي بين السائل والمجيب.

## إحصاء السكان
| العام | السكان      |
| ----- | ----------- |
| 1934  | 3500 نسمة   |
| 1947  | 7500 نسمة   |
| 1980  | 25000 نسمة  |
| 2006  | 67000 نسمة  |
| 2014  | 110000 نسمة |

يشير تعداد عام 1934 إلى أن عدد سكان القلعة 3500 نسمة وعام 1947 (5000) نسمة وعام 1957 (7500) نسمة وعدد الوحدات السكانية فيها (1500) وحدة سكنية اما تعداد نفوس المدينة الآن 110000 الف نسمة و12000 الف وحدة سكنية.

## طبيعة الموقع الجغرافي والحركة التجارية
قلعة سكر مدينة ذات حركة انسيابية وحيث تتوسط عقدة المواصلات بين المحافظات (العمارة - الديوانية - بغداد-ذي قار- البصرة) وذات حركة تجارية كبيرة حيث احتلت أعلى درجة من الاقتراض لمصرف الرشيد لتسجيل المؤسسات التجارية ومحال العمل. لقد رحل أبو نؤاس من بغداد ليحط رحاله في قلعة سكر مؤقتا، بعد سقوط النظام هرباَ من العاصمة خجلا من الإرهاب ليجد أكثر امناَ واستقرارا. يعجبك منظر المدينة ليلاَ حيث الانوار والاضواء الجميلة والمطاعم المنتشرة ومحال المرطبات على ضفة نهر الغراف الخالد. لقد تلطف (انتميا) الملك السومري بشق نهر الغراف الذي اعاد له الملك فيصل الأول الروح عام 1934.. تغفو أو (تتربع) قلعة سكر على حافتي نهر الغراف وتنتشر العشائر العربية على ضفتيها (بنو رجاب_ ال حميد) ورد ذكر هذه المدينة في العصر العباسي (أرض السواد) بارضي كسكر.
تضم المدينة بين أبنائها اقليه من الاكراد ويوجد حي باسمهم (حي الكرد) والعرب الشيعة الغالبية العظمى وهي من أول المدن العراقية التي اشتركت ب ثورة العشرين ضد الانتداب البريطاني وكانت المدينة محط انظار الكثير فحيث كان من نزلائها الشيخ مفيد حاج علي الفقيه اللبناني.